# Paradosso dell'ipergioco
Il paradosso dell'ipergioco è un paradosso dovuto al matematico William Zwicker; esso è strettamente legato con il teorema di Cantor, di cui in effetti costituisce una dimostrazione alternativa.
L'ipergioco viene definito come un particolare gioco in cui il primo giocatore sceglie il gioco a cui giocare, e il secondo inizia il gioco. Questa definizione, apparentemente semplice, nasconde tuttavia delle proprietà contraddittorie, che nascono dall'ambiguità della definizione di gioco.

## Formulazione del paradosso

### Definizioni preliminari
Considerando l'insieme dei giochi a due giocatori, un gioco viene definito finito se termina necessariamente in un numero finito di mosse, con la vittoria di uno dei due giocatori o con il pareggio; un esempio semplice è il gioco del tris, che può durare al massimo nove mosse.
Un gioco infinito è un gioco non finito, ovvero un gioco per il quale esiste almeno una strategia che porta a non concludere mai la partita, anche in presenza di un'altra strategia che la concluderebbe in un numero finito di mosse. Ad esempio è infinito il seguente gioco: il primo giocatore sceglie un numero naturale non primo, e i giocatori sommano alternativamente 1 o 2 al numero dell'avversario fino a quando non si ottiene un numero primo; se il primo giocatore sceglie un numero pari diverso da 2 ed entrambi continuano a sommare 2, il gioco non termina mai. È da notare che questa strategia non è ottimale, e qualunque giocatore potrebbe facilmente interromperla a suo vantaggio; la sua esistenza comporta comunque la non finitezza del gioco. Un altro esempio di gioco infinito è PONG dove, teoricamente, si potrebbe continuare a far rimbalzare la pallina all'infinito tra le due barrette.

### L'ipergioco e il paradosso
L'ipergioco è definito come il gioco in cui alla prima mossa un giocatore sceglie un gioco finito e lo comunica all'altro giocatore; alla seconda mossa questi inizia il gioco scelto dal primo giocatore.
Il paradosso si genera nel momento in cui si cerca di determinare se l'ipergioco sia un gioco finito o meno. In prima analisi l'ipergioco sembrerebbe un gioco finito: se infatti il primo giocatore è obbligato a scegliere un gioco finito, e se supponiamo che il gioco scelto termini in al più {\displaystyle n} mosse, l'ipergioco termina in {\displaystyle n+1} mosse ed è in particolare finito. Segue però che, se l'ipergioco è finito, allora il primo giocatore può scegliere di giocare all'ipergioco, e così può fare a sua volta il secondo giocatore, e così via; se entrambi continuano a scegliere l'ipergioco, la partita non termina mai. Seguirebbe l'esistenza di una strategia che porta il gioco a non finire mai, e l'ipergioco si configurerebbe come gioco infinito.
Segue allora che, se l'ipergioco è un gioco, deve essere un gioco finito; ma non può essere un gioco finito, perché se lo fosse sarebbe un gioco infinito.
Il paradosso nasce dall'ambiguità insita nella definizione di gioco: se infatti si decide a priori un insieme {\displaystyle S} di giochi ben definiti (finiti e non finiti), e si limita il secondo giocatore a scegliere all'interno dei giochi finiti dell'insieme {\displaystyle S}, si può applicare lo stesso ragionamento fatto, ma la conclusione in questo caso è semplicemente che l'ipergioco non fa parte dell'insieme {\displaystyle S}, perché non può essere né un suo elemento finito né un suo elemento infinito, in analogia col paradosso di Russell riguardo agli insiemi e alle classi.

## Legame con il teorema di Cantor
Il teorema di Cantor afferma che non esiste una corrispondenza biunivoca tra gli elementi di un insieme {\displaystyle S} e gli elementi del suo insieme delle parti {\displaystyle {\mathcal {P}}(S)} (ovvero i suoi sottoinsiemi); la dimostrazione del teorema è basata sulla costruzione di un sottoinsieme di {\displaystyle S} che non può essere messo in corrispondenza con alcun elemento di {\displaystyle S}.
Il ragionamento di Zwicker corrisponde in effetti alla costruzione di un tale sottoinsieme, diverso da quello originale utilizzato da Cantor. Data infatti una corrispondenza
{\displaystyle {\begin{matrix}S&\rightarrow &{\mathcal {P}}(S)\\x&\mapsto &S_{x},\end{matrix}}}
definiamo sentiero una qualsiasi sequenza finita o infinita
{\displaystyle x_{1},x_{2},\ldots ,x_{n},\ldots }
tale che per ogni termine {\displaystyle x_{n}}, o {\displaystyle x_{n}} è l'ultimo termine, o il termine successivo appartiene a {\displaystyle S_{x_{n}}}; in generale è sempre possibile prolungare una sequenza finita {\displaystyle x_{1},x_{2},\ldots ,x_{n}} aggiungendo un elemento di {\displaystyle S_{x_{n}}}, a meno che questo non sia l'insieme vuoto.
Un elemento {\displaystyle x\in S} è detto normale se ogni sequenza che inizia con {\displaystyle x} è finita. Si dimostra allora che l'insieme {\displaystyle Z} degli elementi normali non può essere messo in corrispondenza biuniovoca con nessun elemento di {\displaystyle S}, ovvero per ogni {\displaystyle x\in S}, {\displaystyle Z\neq S_{x}}.
Infatti, supponendo per assurdo che esista {\displaystyle x\in S} per cui {\displaystyle Z=S_{x}}, costruiamo un sentiero che parte da {\displaystyle x}. Se {\displaystyle S_{x}} è vuoto, il sentiero è formato dal solo elemento {\displaystyle x} ed è finito; se {\displaystyle S_{x}} contiene almeno un elemento {\displaystyle y}, questo è normale, e tutti i sentieri che iniziano con {\displaystyle y} sono finiti; allora sono finiti anche tutti i sentieri che iniziano con {\displaystyle x,y}, quindi {\displaystyle x} è normale anche in questo caso. Questa parte di dimostrazione corrisponde alla considerazione per cui l'ipergioco è un gioco finito, perché dopo la prima mossa viene scelto un gioco finito.
Tuttavia, se {\displaystyle x} è normale, allora deve appartenere a {\displaystyle S_{x}}, quindi è possibile costruire il sentiero infinito {\displaystyle x,x,x,\ldots }, il che renderebbe {\displaystyle x} non normale, generando una contraddizione. In maniera analoga, se l'ipergioco è finito, allora i due giocatori possono continuare all'infinito a scegliere di giocare all'ipergioco.